# Asseria
Koordinati:   44°01′35″N, 15°39′35″E
Asseria, rimski municipij v Dalmaciji.
V bližini Benkovca pri naselju Podgrađe ležijo na manjši vzpetini nad cesto, ki je peljala iz antičnega mesta Burnum pri Kninu v Zadar ostanki rimskega municipija. Rimljani so Asserio zgradili na že prej postavljenih   obrambnih objektih Liburnov. Od zgodovinskega mesta so se v današnji čas ohranile razvaline obrambnega zidu z ogelnimi stolpi, deli slavoloka postavljenega leta 113 v čast cesarja Trajana in deli osrednjega trga. 